# 德爾穆斯 (內華達州)
德爾穆斯（英語：Delmues）是位於美國內華達州林肯縣的鬼鎮。

## 地理
德爾穆斯所處的海拔為高於海平面1559米（即5115英呎），而該地所採用的時區為UTC-8，即太平洋时区（PST）。同時該地設有夏令時間，為UTC-8調快一小時，即UTC-7（PDT）。